# Martin Wolff (Rechtswissenschaftler)
Martin Wolff (* 26. September 1872 in Berlin; † 20. Juli 1953 in London) war ein deutscher Jurist und Hochschullehrer, der aufgrund seiner jüdischen Abstammung 1935 von seinem Lehrstuhl an der Friedrich-Wilhelms-Universität Berlin verdrängt wurde. 1938 wurde er gezwungen, Deutschland zu verlassen und lebte dann in Großbritannien.

## Leben

### Kindheit und universitäre Ausbildung (1872–1903)
Wolff wurde am 26. September 1872 in Berlin in eine jüdische Kaufmannsfamilie als Sohn von Wilhelm Wolff und Lehna Wolff (geborene Ball) geboren und in jüdischem Glauben erzogen. Er besuchte das Französische Gymnasium Berlin und studierte anschließend in Berlin Rechtswissenschaft. Im Jahr 1894 wurde er von der juristischen Fakultät mit der Arbeit Das beneficium excussionis realis promoviert. 1900 habilitierte er sich in Berlin mit der Schrift Der Bau auf fremdem Boden, insbesondere der Grenzüberbau nach dem Bürgerlichen Gesetzbuche für das deutsche Reich auf geschichtlicher Grundlage.

### Familie
Wolff heiratete 1906 Marguerite Jolowicz. 1907 wurde der Sohn Konrad Wolff geboren, der später ein bekannter Pianist wurde, 1911 der Sohn Victor, der 1933 nach England emigrierte, dort zum Barrister ausgebildet wurde, in der Royal Air Force diente und 1944 verstarb.

### Universitäre Karriere (1903–1938)
1903 wurde Wolff in Berlin zum außerordentlichen Professor ernannt. Aus dieser Zeit stammt sein Beitrag zum Sachenrecht im Enneccerus-Kipp-Wolff, der fast ein halbes Jahrhundert lang zum Standardwerk wurde und 1937 ins Spanische übersetzt wurde. Erst 1914 erhielt er in Marburg eine ordentliche Professur. 1919 wechselte er nach Bonn, bis er 1921 wieder nach Berlin zurückkehrte; er erhielt den Lehrstuhl für Bürgerliches Recht, Handelsrecht und Internationales Privatrecht. Wolff galt als begnadeter akademischer Lehrer, dessen Vorlesungen stets überfüllt waren. Mit der Machtergreifung der Nationalsozialisten kam es bald zu Störungen seiner Vorlesungen: Am 4. und 5. Mai 1933 unterbrachen studentische SA-Männer seine Vorlesung und bedrohten Studenten, die daran teilnehmen wollten. Als Wolff zu lesen anfing, war er nicht zu hören. Mehr als Hundert Randalierer pfiffen auf Hausschlüsseln und schrieen „Juda verrecke“. Erst nach einer Intervention des Universitätsrektors Eduard Kohlrausch, der Wolff nach eigener Aussage als einziger Universitätslehrer unterstützte, konnte der Vorlesungsbetrieb wieder ungestört verlaufen. Aber auch in der folgenden Zeit kam es zu Vorlesungsstörungen bei Wolff.
Zusammen mit seinem Kollegen Ernst Rabel wurde Wolff in Berlin 1935 seiner jüdischen Herkunft wegen von dem neuen Dekan der Juristischen Fakultät, dem fanatischen Nationalsozialisten  Graf von Gleispach von seinem Lehrstuhl verdrängt, obwohl beide nicht unter die Ausgrenzung des Berufsbeamtengesetzes fielen, weil sie schon vor 1914 verbeamtet worden waren. Die Absetzung wurde schließlich vom Kultusministerium verfügt, ohne dass es dafür eine gesetzliche Grundlage gab.

### Emigration nach England (1938–1953)
Im Jahr 1938 emigrierte er schließlich nach England; er sollte Deutschland nie wieder betreten. Er erhielt ein Forschungsstipendium von All Souls College in Oxford. 1945 veröffentlichte er dort Private International Law,eine umfassende Darstellung des englischen internationalen Privatrechts. 1947 wurde er britischer Staatsbürger. 1952 erhielt er die Ehrendoktorwürde der Universität Oxford. Er starb am 20. Juli 1953 in London.

## Werke
Wolff verfasste zahlreiche Abhandlungen zum Handels-, Aktien-, Familien-, Sachen- und Versicherungsrecht sowie zum internationalen Privatrecht. Seine Lehrbücher zum Familien- und Erbrecht hatten großen Erfolg und wurden immer wieder aufgelegt. Als besonders einflussreich gilt sein Lehrbuch des Sachenrechts, das von seinem Schüler Ludwig Raiser fortgeführt wurde.

### Das Sachenrecht(1910)
Wolffs Sachenrecht erschien erstmals 1910 und wurde bald zum Standardwerk. Es erschien zwischen 1910 und 1932 in neun Auflagen mit 37.000 verkauften Exemplaren. Eine zehnte, gemeinschaftlich mit Ludwig Raiser verfasste Auflage wurde posthum 1957 publiziert. Es zeichnet sich durch dogmatische Klarheit und systematische Geschlossenheit aus. Wenig Anklang gefunden hat der Vorwurf von Raiser, Wolff habe wirtschaftliche und historische Zusammenhänge, wie auch die Bezüge zum öffentlichen Recht ausgeblendet. Wolff hat rechtsvergleichende Methodik mitgeprägt, methodische Diskussionen waren für ihn aber kein Hauptanliegen.

### Private International Law(1945)
Wolffs Private International Law wurde in England sehr positiv aufgenommen und weithin rezipiert. Gleichwohl war für englische Leser die typisch kontinentale, strenge Systematik befremdlich; insbesondere die ausführliche Behandlung von Problemen, die im englischen Case Law bisher nicht aufgetreten waren, stießen auf Verwunderung:

“Dr. Wolff is more at home in discussing unsolved problems than in handling English case law.”

Gerade dies machte es aber für die englischen Gerichte relevant, wenn es darum ging Rechtslücken zu füllen. So wird Wolffs Buch auch in Entscheidungen des House of Lords zitiert.

## Veröffentlichungen (Auswahl)

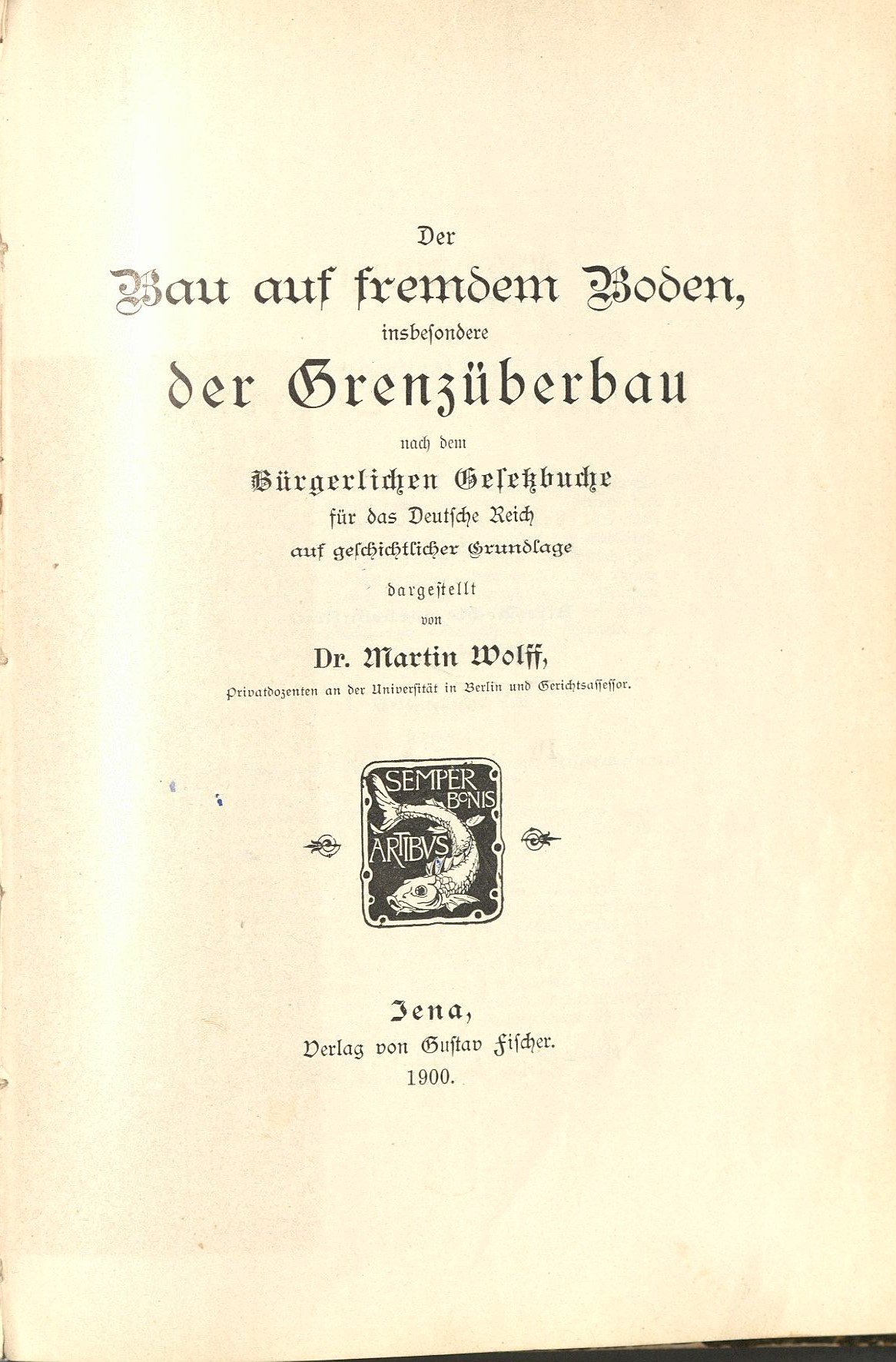
Der Bau auf fremdem Boden (1900)

- Der Bau auf fremdem Boden, insbesondere der Grenzüberbau. Nach dem Bürgerlichen Gesetzbuch für das Deutsche Reich auf geschichtlicher Grundlage (= Abhandlungen zum Privatrecht und Civilprozeß des Deutschen Reiches. Bd. 6, Heft 2, ISSN 0174-8106). Fischer, Jena 1900.
- Das Sachenrecht (= Lehrbuch des Bürgerlichen Rechts. Bd. 2, Abt. 1). Elwert, Marburg 1910.
- Reichsverfassung und Eigentum. Mohr, Tübingen 1923.
- Internationales Privatrecht (= Enzyklopädie der Rechts- und Staatswissenschaft. Bd. 15). Springer, Berlin 1933.
- Private International Law. Oxford University Press, London u. a. 1945.
- mit Pierre Arminjon und Boris Nolde: Traité de droit comparé. 3 Bände. Pichon & Durand-Auzias, Paris 1950–1951.

## Ehrungen
- 1952: Großes Verdienstkreuz mit Stern der Bundesrepublik Deutschland
- 1952: Honorary Doctor of Civil Law der Universität Oxford.